# Ley Orgánica sobre protección de la seguridad ciudadana (1992)
La Ley Orgánica 1/1992, de 21 de febrero, sobre Protección de la Seguridad Ciudadana fue una Ley Orgánica de España publicada en el Boletín Oficial del Estado el 21 de febrero de 1992 y vigente entre el 13 de marzo de 1992 y el 1 de julio de 2015. Fue derogada por el número 1 de la disposición derogatoria única de la Ley Orgánica 4/2015, de 30 de marzo, de protección de la seguridad ciudadana el 1 de julio de 2015.
Es conocida como Ley Corcuera, por haber sido aprobada durante el mandato de José Luis Corcuera como titular del Ministerio del Interior en el gobierno del PSOE, y como Ley de la patada en la puerta, porque facultaba a las fuerzas del orden a entrar en un domicilio en el que se tuviese "fundado conocimiento" de que se estuviera cometiendo un delito relacionado con el tráfico de drogas, sin necesidad de orden o autorización judicial, aunque esta disposición fue declarada inconstitucional por el Tribunal Constitucional en diciembre de 1993 y como tal anulada.

Protesta contra la llamada Ley Corcuera

En 2015 fue sustituida por una nueva ley de seguridad ciudadana, la Ley Orgánica de protección de la seguridad ciudadana, aprobada exclusivamente con los votos del Partido Popular y que el resto de grupos parlamentarios calificaron de ley mordaza.

## Historia

### Antecedentes
- Ley de represión de la masonería y el comunismo, 1940.
- Ley de Vagos y Maleantes, 1933, modificada en 1954.
- Fue aprobada para completar el proceso de derogación de la Ley 45/1959 de Orden Público, tan emblemática del régimen político anterior, como expresamente se dice en la Exposición de Motivos de la Ley que la vino a sustituir.[6]

### Recursos de inconstitucionalidad
Contra ella fueron presentados diversos recursos de inconstitucionalidad que fueron resueltos por la Sentencia 341/1993, de 18 de noviembre de 1993, del Tribunal Constitucional. La mayoría de los recursos fueron desestimados por el tribunal, a excepción de dos que fueron admitidos de forma parcial y en consecuencia el Tribunal Constitucional declaró nulos el artículo 21, número 2 y el inciso final del artículo 26 J).